# Chippewa County (Wisconsin)
Chippewa County ist ein County im US-amerikanischen Bundesstaat Wisconsin. Im Jahr 2020 hatte das County 66.297 Einwohner und eine Bevölkerungsdichte von 25,3 Einwohnern pro Quadratkilometer. Der Verwaltungssitz (County Seat) ist Chippewa Falls.
Das Chippewa County ist Bestandteil der Metropolregion Eau Claire–Chippewa Falls.

## Geografie

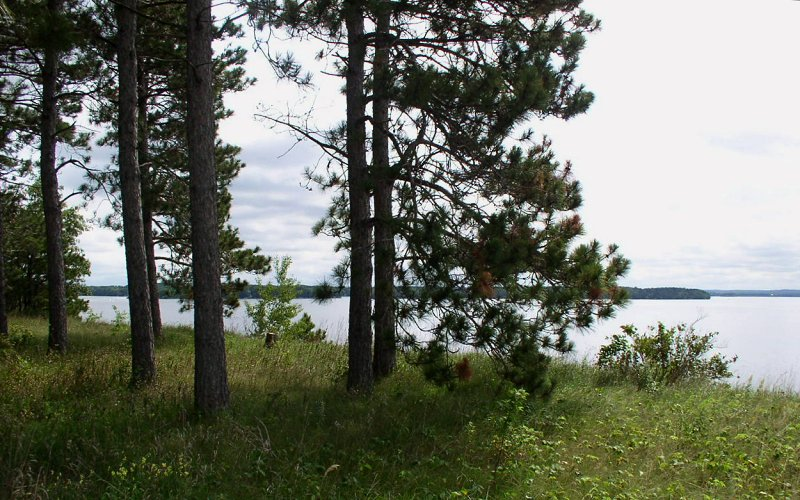
Lake Wissota State Park

Das County liegt im mittleren Nordwesten von Wisconsin und hat eine Fläche von 2697 Quadratkilometern, wovon 80 Quadratkilometer Wasserfläche sind.
Von Nordost nach Südwest wird das County vom Chippewa River durchflossen, einem linken Nebenfluss des Mississippi. Im Süden des Countys ist der Chippewa River zum 2438 Hektar großen Lake Wissota aufgestaut, an dessen Ostufer der Lake Wissota State Park liegt.
An das Chippewa County grenzen folgende Nachbarcountys:
| Barron County | Rusk County       |               |
| Dunn County   |                   | Taylor County |
|               | Eau Claire County | Clark County  |

## Geschichte
Das Chippewa County wurde 1845 aus Teilen des Crawford County gebildet. Benannt wurde es, ebenso wie die Bezirkshauptstadt, nach dem Chippewa River.

## Bevölkerung
Nach der Volkszählung im Jahr 2010 lebten im Chippewa County 62.415 Menschen in 24.239 Haushalten. Die Bevölkerungsdichte betrug 23,8 Einwohner pro Quadratkilometer. In den 24.239 Haushalten lebten statistisch je 2,49 Personen.
Ethnisch betrachtet setzte sich die Bevölkerung zusammen aus 95,4 Prozent Weißen, 1,6 Prozent Afroamerikanern, 0,5 Prozent amerikanischen Ureinwohnern, 1,4 Prozent Asiaten sowie aus anderen ethnischen Gruppen; 1,0 Prozent stammten von zwei oder mehr Ethnien ab. Unabhängig von der ethnischen Zugehörigkeit waren 1,3 Prozent der Bevölkerung spanischer oder lateinamerikanischer Abstammung.
23,0 Prozent der Bevölkerung waren unter 18 Jahre alt, 61,8 Prozent waren zwischen 18 und 64 und 15,2 Prozent waren 65 Jahre oder älter. 48,2 Prozent der Bevölkerung war weiblich.

Das jährliche Durchschnittseinkommen eines Haushalts lag bei 50.239 USD. Das Pro-Kopf-Einkommen betrug 24.346 USD. 10,7 Prozent der Einwohner lebten unterhalb der Armutsgrenze.

## Ortschaften im Chippewa County
| Citys - Bloomer - Chippewa Falls - Cornell - Eau Claire1 - Stanley2 | Villages - Boyd - Cadott - Lake Hallie - New Auburn3 |

Census-designated places (CDP)
- Holcombe
- Jim Falls
- Lake Wissota

Andere Unincorporated Communities
| - Albertville - Anson - Arnold - Bateman - Brownville | - Cobban - Colburn - Crescent - Drywood - Eagle Point | - Eagleton - Edson - Howard - Huron - Maple Hill | - Old Albertville - Pine Grove - Ruby - Tilden |

1 – überwiegend im Eau Claire County

2 – teilweise im Clark County

3 – teilweise im Barron County

## Gliederung
Das Chippewa County ist in neben den fünf Citys und den vier Villages in 23 Towns eingeteilt:
| Town         | Einw. (2010) | FIPS     |
| ------------ | ------------ | -------- |
| Anson        | 2076         | 55-02175 |
| Arthur       | 759          | 55-03075 |
| Auburn       | 697          | 55-03725 |
| Birch Creek  | 517          | 55-07525 |
| Bloomer      | 1050         | 55-08250 |
| Cleveland    | 864          | 55-15350 |
| Colburn      | 856          | 55-16125 |
| Cooks Valley | 805          | 55-16800 |

| Town        | Einw. (2010) | FIPS     |
| ----------- | ------------ | -------- |
| Delmar      | 936          | 55-19625 |
| Eagle Point | 3053         | 55-21600 |
| Edson       | 1089         | 55-22750 |
| Estella     | 433          | 55-24375 |
| Goetz       | 762          | 55-29700 |
| Hallie      | 161          | 55-32125 |
| Howard      | 798          | 55-36000 |
| Lafayette   | 5765         | 55-40900 |

| Town          | Einw. (2010) | FIPS     |
| ------------- | ------------ | -------- |
| Lake Holcombe | 1031         | 55-41550 |
| Ruby          | 494          | 55-69975 |
| Sampson       | 892          | 55-71275 |
| Sigel         | 1044         | 55-73875 |
| Tilden        | 1485         | 55-79875 |
| Wheaton       | 2701         | 55-86537 |
| Woodmohr      | 932          | 55-88875 |

| Sampson Birch Creek Lake Hol- combe Ruby Estella Cleveland Bloomer Auburn Cooks Valley Wood- mohr Eagle Point Anson Arthur Colburn Delmar Edson Goetz Sigel La- fayette Hallie Tilden Howard Wheaton Eau Claire 1 1 - Lake Hallie 2 2 - Chippewa Falls 3 3 - Cadott 4 4 - Boyd 5 5 - Stanley 6 6 - Bloomer 7 7 - New Auburn 8 8 - Cornell |